# Градисько
Градисько (словац. Hradisko) — село в Словаччині, Кежмарському окрузі Пряшівського краю. Розташоване на півночі східної Словаччини в заходній частині Левоцьких гір в долині Тварожнянського потока.

## Назва
Назва села походить від назви близьких верхів Град (словац. Hrad) в розумінні «замок» та Градок (словац. Hradok) в розумінні «малий замок», які розташовані на захід від села, при чому археологічні знахідки свідчать про присутність людини вже в 2 тисячолітті до н. е.

## Історія
Вперше село згадується в грамоті угорського короля Бели IV у 1264 році як «Висока» (Vizoka).

## Населення
| Рік:            | 1993 | 2003    | 2013    | 2023    |
| --------------- | ---- | ------- | ------- | ------- |
| Кількість осіб: | 109  | 99      | 97      | 98      |
| Різниця:        |      | -9,17 % | -2,02 % | +1,03 % |

| Рік:            | 2022 | 2023    |
| --------------- | ---- | ------- |
| Кількість осіб: | 92   | 98      |
| Різниця:        |      | +6,52 % |

В селі проживає 99 осіб.
Національний склад населення (за даними останнього перепису населення — 2001 року):
- словаки — 100 %

Склад населення за приналежністю до релігії станом на 2001 рік:
- римо-католики — 100 %,